# Сікорські IV
'Сікорський IV(пол.Sikorski IV, Sykorsky, Mężyk, Menzyk, Menzyk-Sikorski, Mężyk-Sikorski) − шляхетський герб кашубського походження.

## Опис герба
Опис з використанням принципів блазонування, запропонованих Альфредом Знамієровським:
У срібному полі три повзики чорні в стовп, перший вліво. Клейнод: нповзик, як на гербі. Намет чорний, підбитий сріблом.

## Найбільш ранні згадки
Герб відомий з публікації німецькою і польською мовою. Приводять його: Ледебур (Adelslexikon der preussichen Monarchie von...), Новий Сєбмахер (як Сікорські II), Островський (як Сікорські IV) і Зерницький (Der polnische Adel, як Менжик і Сікорські).

## Сім'я Сікорських
Герб, використовуваний в гілці Сікорських, що в XVIII-XIX століттях осіла на землі битовській, що використовує прізвиська Мєжик і Качинський.

## Роди
Сікорські (Sikorski, Schikorski, Sicorsky, Sikorsky, Sykorski, Sykorsky) з доповненням Мєжик (Menzyk), Межук (Mężyk) і немісцевим прізвищем Качинський та Клосчинський (Kłączyński , Klosczynski).
Сікорські з Кашубії переважно вживали герб тетеруком. З таким гербом вони отривали визнання в Царстві Польському. Герб Сікорський І це варіант герба Тетерів, який розмістив у себе Сєбмахер, і повторив Островський. Існували й інші герби, що вживав цей рід, що виникли, як різновиди основного герба: Сікорські ІІ, Сікорські ІІІ, Сікорські IV і Сікорські V.